# Лысовское сельское поселение (Волгоградская область)
Лысо́вское се́льское поселе́ние — муниципальное образование в составе Суровикинского района Волгоградской области.
Административный центр — хутор Лысов.

## История
Лысовское сельское поселение образовано 21 декабря 2004 года в соответствии с Законом Волгоградской области № 971-ОД.

## Население
| 2010  | 2012  | 2013  | 2014  | 2015  | 2016  | 2017  |
| ----- | ----- | ----- | ----- | ----- | ----- | ----- |
| 1184  | ↘1152 | ↘1132 | ↘1114 | ↘1096 | ↘1074 | ↘1068 |
| 2018  | 2019  | 2020  | 2021  |       |       |       |
| ↘1043 | ↘1006 | ↘1005 | ↘992  |       |       |       |

## Состав сельского поселения
| № | Населённый пункт | Тип населённого пункта        | Население |
| - | ---------------- | ----------------------------- | --------- |
| 1 | Бурацкий         | хутор                         | 556       |
| 2 | Зрянин           | хутор                         | 27        |
| 3 | Лысов            | хутор, административный центр | 371       |
| 4 | Погодин          | хутор                         | 102       |
| 5 | Попов 1-й        | хутор                         | 50        |
| 6 | Яблоневый        | хутор                         | 78        |